# Белонтія Гасселта
Белонтія Гасселта (Belontia hasselti) — прісноводний тропічний вид лабіринтових риб з родини осфронемових (Osphronemidae). Свою назву отримав на честь голландського зоолога Й. ван Гасселта (нід. Johan Conrad van Hasselt, 1797—1823).
Зустрічається в Південно-Східній Азії: Малайський півострів, острови Суматра, Ява, Калімантан.
Вид є об'єктом рибальства, а також продається як акваріумна риба.

## Опис
Самці сягають довжини 19-20 см, самки трохи менші — до 17,5 см. Тіло видовжене, яйцеподібної форми, стиснуте з боків. У бічній лінії 30-32 луски. Формула плавців: D XVI—XX/10-13, A XV—XVII/11-12, P 11-13, V I/5, C 1-16-1. Черевні плавці тонкі й довгі, мають вигляд вусів.
Забарвлення коричнювато-жовте, на спинному, анальному й хвостовому плавцях темна сітка утворює малюнок у вигляді бджолиних стільників. Спина темніша, черево світліше. Забарвлення риб доволі мінливе, залежить від стану риб, їх позиції в ієрархії групи. Воно може бути світлішими або темнішими. Зазвичай біля кореню спинного плавця ясно видно темну пляму. Іноді на тілі вимальовуються темний мармуровий малюнок.
Стать можна розрізнити лише в дорослому віці. Самці більші й стрункіші за самок, дещо яскравіше забарвлені, спинний і анальний плавці у них більші й довші, а стільниковий малюнок більш виразний, «вуса» мають насичений жовтий колір. Самки товщі за самців, а забарвлення у них світліше, «вуса» лише трохи жовтуваті.

## Утримання в акваріумі
Це досить великий вид як на акваріумних риб, і тому в аматорів він зустрічається рідко. Для утримання белонтій потрібен акваріум місткістю не менше 100 літрів. Риби лякливі, тому повинні мати достатньо схованок. Загалом їх можна тримати у спільному акваріумі, але разом із мирними рибами відповідного розміру. Сусідів розміром менше за 5 см сприйматимуть за здобич. Інстинкт полювання посилюється при вимиканні освітлення.
Рекомендовані параметри води: pH близько 7,0, температура 20-26˚С.
Беруть будь-які види звичайних живих кормів, перевагу надають дощовим черв'якам, личинкам комарів, личинкам водяних жуків. Додатково їм дають сухі та заморожені корми.

## Розведення
Нерест парний. Самець будує невеличке гніздо з піни. Самка відкладає 500—700 ікринок. Приблизно за 2 доби з ікринок вилуплюються личинки, ще за 3 дні вони перетворюються на мальків і починають самостійне життя.